# San Antonio Monterrey, Oaxaca
San Antonio Monterrey är en ort i Mexiko.   Den ligger i kommunen Salina Cruz och delstaten Oaxaca, i den sydöstra delen av landet, 500 km sydost om huvudstaden Mexico City. San Antonio Monterrey ligger 18 meter över havet och antalet invånare är 401.
Terrängen runt San Antonio Monterrey är platt åt nordost, men åt sydväst är den kuperad.  Närmaste större samhälle är Salina Cruz, 6,9 km söder om San Antonio Monterrey. 